# La Ciénega, Mexico City
La Ciénega är en ort i Mexiko.   Den ligger i kommunen Tláhuac och delstaten Distrito Federal, i den sydöstra delen av landet, 19 km sydost om huvudstaden Mexico City. La Ciénega ligger 2 237 meter över havet och antalet invånare är 376.
Terrängen runt La Ciénega är varierad. Runt La Ciénega är det mycket tätbefolkat, med 2 811 invånare per kvadratkilometer. Närmaste större samhälle är Mexico City, 19,0 km nordväst om La Ciénega. Trakten runt La Ciénega består till största delen av jordbruksmark.